# Маријана и Скарлет
Маријана и Скарлет (шп. Mariana & Scarlett) колумбијска је теленовела, продукцијске куће Caracol, снимана 2010.
У Србији је током 2012. и 2013. емитована на каналу Пинк 2.

## Синопсис
Љубав, завист, равнодушност и издаја су део ове приче о две сестре које се, не знајући, заљубљују у истог мушкарца.
Маријана и Скарлет су две жене из средње класе, лепе, борбене и са великом жељом за успех. Али док је Маријана озбиљна, слатка, мирна и жели да ради све на прави начин, Скарлет је забавна, безобразна, агресивна и жели све одмах! Маријана има жељу да покрене сопствену фабрику одеће, а Скарлет да буде међународно признат модел.
На овом путу ка испуњењу својих снова обе упознају Роберта Патрика Вајта, милионера и власника фабрике текстила који се разводи. Он ће изаћи са обе сестре, али ће им се другачије представити. За Маријану он ће бити Боби, радник у безбедносној агенцији, а за Скарлет милионер и бизнисмен.
Када Роберт схвати да је заљубљен у Маријану, раскинуће са Скарлет, али ће Маријана открити превару и напустиће га. Скарлет ће сазнати да ју је оставио због Маријане, након чега ће однос две сестре постати веома проблематичан. Оне постају супарнице у борби за љубав једног мушкарца…

## Улоге
| Глумац:           | Улога:              |
| ----------------- | ------------------- |
| Каролина Асеведо  | Маријана Гарсија    |
| Каролина Гера     | Скарлет Гарсија     |
| Патрик Делмас     | Роберто Патрик Вајт |
| Бијанка Аранго    | Беатриз Дуран       |
| Карлос Дуплат     | Гонсало Вајт        |
| Алехандро Лопез   | Мигел Анхел         |
| Хулијана Галвис   | Лина Дуран          |
| Никол Сантамарија | Адријана            |
| Андрес Пара       | Тони                |
| Педро Паљарес     | Хуан Карлос         |
| Хуан Давид Санчез | Фернандо            |
| Саин Кастро       | Аугусто Гарсија     |
| Луиђи Алкарди     | Фабрисио            |